# مسجد الفال
مسجد الفال أو مسجد الحظ، هو مسجد من مساجد تونس، يقع بنهج العزّافين بمدينة تونس وهو معلم مصنّف منذ 19 أكتوبر 1992.

## الموقع
يقع المسجد بنهج القصبة عدد 101، بالقرب من مدخل سوق النحاس.

## التّسمية
اعتاد العامّة زيارة هذا المسجد لجلب الحظ لهم، الفال بالدّارجة التّونسية، وقد رفض العلماء هذه الفكرة.

## التّاريخ
حسب المؤرّخ محمّد بلخوجة، تمّ بناء هذا المسجد في الفترة الصّنهاجيّة، المعروفة بالفتّرة الزّيريّة، وهي فترة حكم فيها الزّيريون المغرب بين 972 و1014، ثمّ جزء من إفريقية سنة 1148.